# (7114) Weinek
(7114) Weinek  es un asteroide perteneciente al cinturón de asteroides, descubierto el 29 de noviembre de 1986 por Antonín Mrkos desde el Observatorio Kleť, en República Checa.

## Designación y nombre
Weinek se designó inicialmente como 1986 WN7.
Más adelante fue nombrado en honor al astrónomo húngaro Ladislaus Weinek (1848-1913).

## Características orbitales
Weinek orbita a una distancia media del Sol de 3,1347 ua, pudiendo acercarse hasta 2,6922 ua y alejarse hasta 3,5772 ua. Tiene una excentricidad de 0,1411 y una inclinación orbital de 5,1681° grados. Emplea en completar una órbita alrededor del Sol 2027 días.

## Características físicas
Su magnitud absoluta es 12,9. Tiene 14,068 km de diámetro. Su albedo se estima en 0,068.